# Artillero de cola

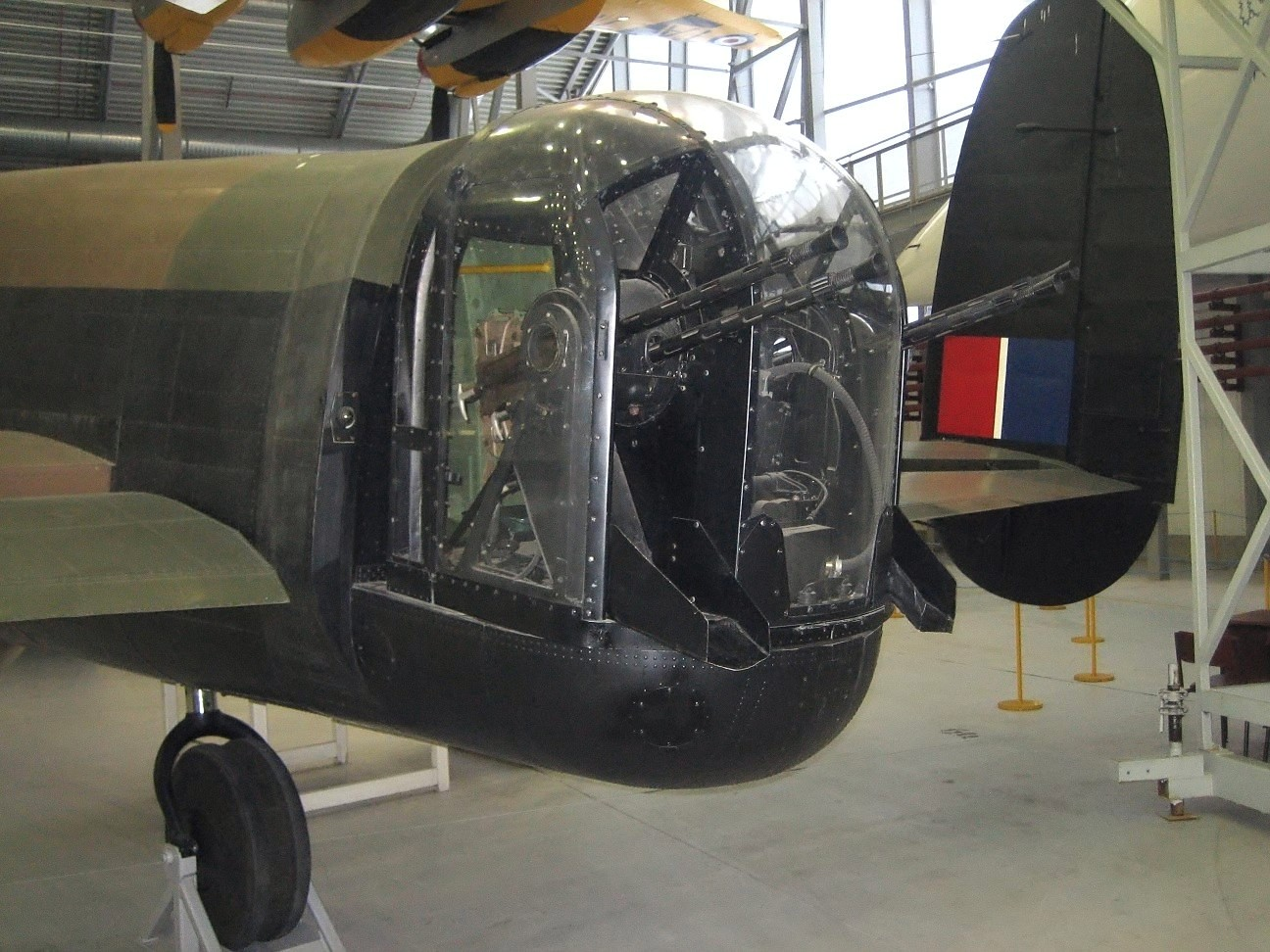
Torreta de cola de un bombardero pesado británico Avro Lancaster, provista de cuatro ametralladoras.

Un artillero de cola es, de entre los tripulantes que sirven a bordo de un avión militar, aquel que sirve de artillero para la defensa contraataques de cazas enemigos procedentes de la parte trasera, o cola, de la aeronave.

## Descripción general
El artillero de cola maneja una ametralladora, conjunto de ametralladoras, o cañón automático en un puesto fijo o móvil. En los puestos fijos, el artillero de cola maneja un arma sobre afuste articulado. En los puestos móviles, el artillero de cola se encuentra todo entero dentro de una estructura giratoria, en general una torreta, que le permite desplazarse simultáneamente junto al eje de disparo de su arma. Los puestos de los artilleros de cola, ya sean fijos o móviles, están casi siempre situados encima o en la punta de la cola del avión, donde generalmente tienen una visión sin obstáculos sobre toda el área del cielo que el aparato deja detrás de sí cuando está en vuelo. Aunque el término «artillero de cola» está habitualmente asociado a un tripulante que dispara una o más armas desde el interior de una torreta, el armamento de cola, en algunos casos, puede ser manipulado mediante otro mecanismo. Por ejemplo, en los primeros aparatos de la historia en estar dotados de una posición de artillería de cola, como el modelo S-25 del bombardero ruso Sikorsky Ilya Muromets (1916) o el bombardero británico Handley Page V/1500 (1918), la o las ametralladoras de cola estaban accionadas desde afustes articulados con los que el artillero asomaba por aberturas del fuselaje extremo de la cola. Por otro lado, en el caso de los mecanismos más avanzados del siglo XX, como en los bombarderos estadounidenses B-29 o B-52, las torretas externas, portadoras de las armas, podían ser operadas de manera remota desde otra parte del avión.

## Ejemplos de aviones con artillero de cola

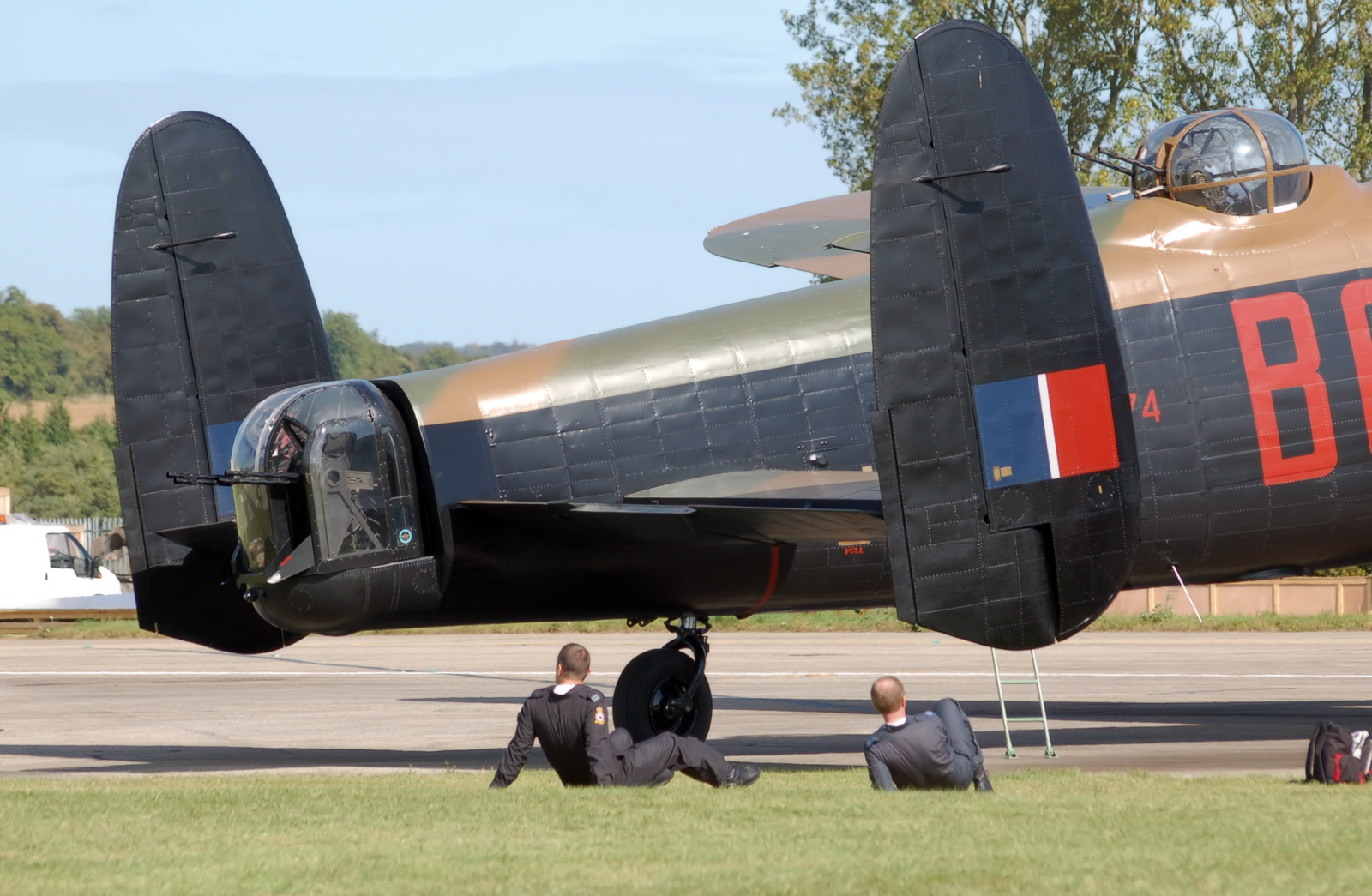
Torretas de cola y dorsal de un Lancaster.

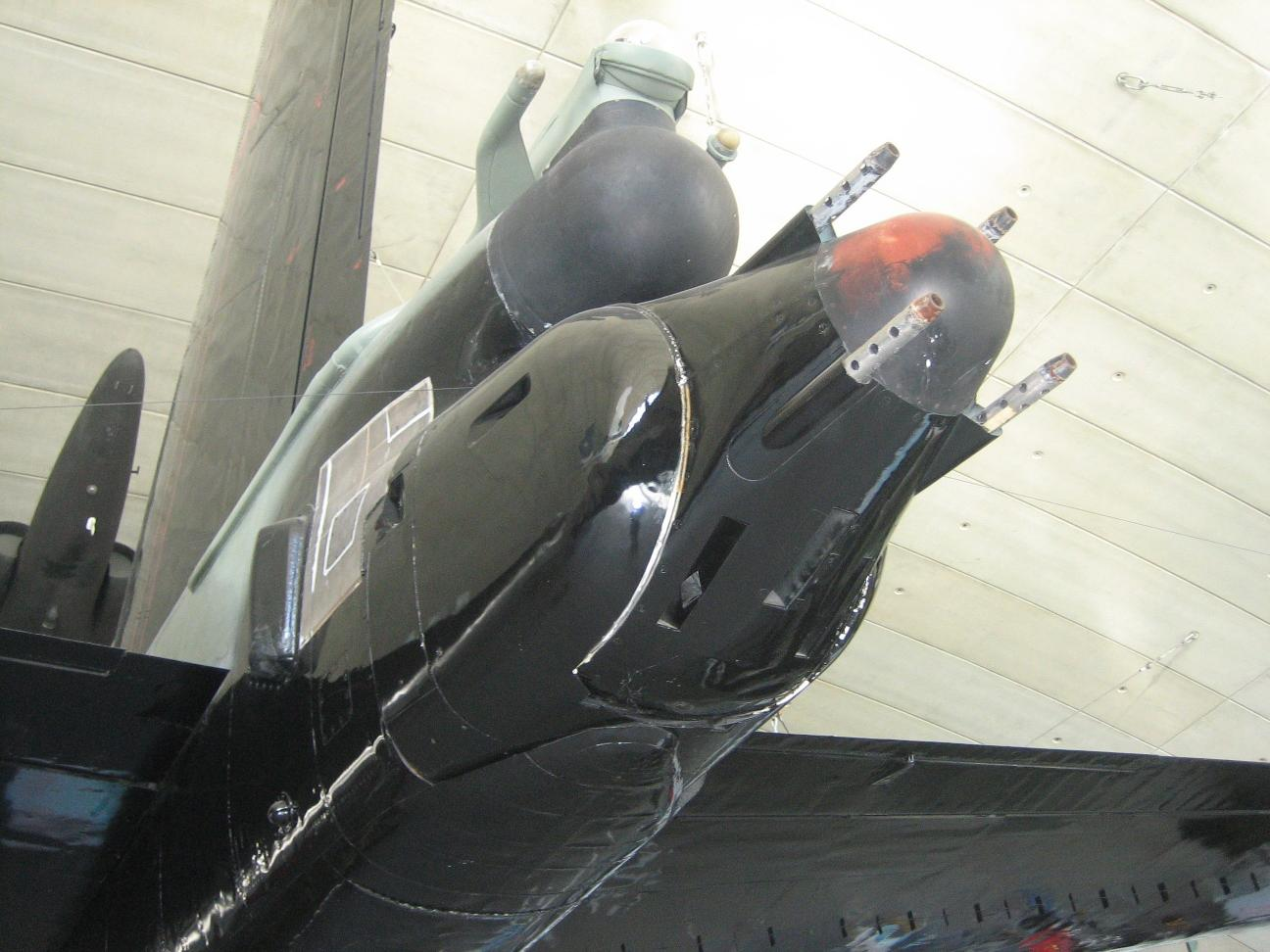
Torreta de cola de un B-52 Stratofortress, con cuatro ametralladoras .50.

### Alemania
- Focke-Wulf Fw 189 - avión de reconocimiento, 1 o 2 ametralladora hacia atrás
- Junkers Ju 290 - avión de patrulla y transporte de largo alcance, con un cañón MG 151 de 20 mm en la cola
- Junkers Ju 87 - bombardero en picado, una ametralladora hacia atrás
- Heinkel He 177 - bombardero pesado, con un cañón MG 151 de 20 mm en la cola y también una góndola ventral con dos ametralladoras hacia atrás

### Estados Unidos
- Douglas TBD Devastator - torpedero embarcado, en la parte posterior de la cabina disponía de una posición móvil para 1 o 2 ametralladoras.
- Grumman TBF Avenger - torpedero embarcado, disponía tanto de ametralladoras dorsal y ventral en la parte posterior de la cabina
- B-17 Flying Fortress - bombardero pesado, 1 ametralladora de cola en una posición fija
- B-24 Liberator - bombardero pesado, torreta de cola
- B-25 Mitchell - bombardero medio
- B-29 Superfortress - bombardero pesado
- B-36 Peacemaker - bombardero estratégico
- B-52 Stratofortress - bombardero estratégico, torreta de cola con 4 ametralladoras, reemplazadas en la última versión por un cañón automático

### Reino Unido
- Handley Page V/1500 (1918) - bombardero pesado, dos ametralladoras Lewis en posición móvil en la cola
- Armstrong Whitworth Whitley (1937) - bombardero medio, originalmente equipado con un torreta de cola con una ametralladora Lewis, después con 2 y 4 ametralladoras
- Short Sunderland (1938) - hidroavión de patrulla marítima y guerra antisubmarina, torreta de cola con 4 ametralladoras
- Handley Page Halifax (1940) - bombardero pesado, torreta con cuatro ametralladoras
- Avro Lancaster (1942) - bombardero pesado, torreta con cuatro ametralladoras
- Vickers Windsor (1943) - prototipo de bombardero pesado; con cañones Hispano 20 mm en las góndolas de los motores controlados remotamente desde posición de control en la cola.
- Vickers Wellington - bombardero medio con dos ametralladoras Browning M1919 en torreta de cola

### Unión Soviética/Rusia
- Antonov An-12
- Ilyushin Il-28
- Myasishchev M-4
- Petlyakov Pe-8
- Tupolev Tu-4
- Tupolev Tu-14
- Tupolev Tu-16
- Tupolev Tu-22/Tu-22M
- Tupolev Tu-95/Tu-142